# Гафар, Джафер
Джафе́р Гафа́р (крымскотат. Cafer Ğafar, Джафер Гъафар), полное имя — Джафе́р Абду́лович Гафа́ров (крымскотат. Cafer Abdul oğlu Ğafarov, Джафер Абдул огълу Гъафаров; 1898, Тав-Даир (ныне Лесноселье, Симферопольского района Республика Крым — 17 апреля 1938, Крым) — крымскотатарский советский писатель, поэт, журналист. Один из зачинателей пролетарской литературы крымских татар.

## Биография
Сын учителя богословия. Обучался в начальной школе и местном медресе. До установления советской власти в Крыму в 1920 году учительствовал.
В 1921 году вступил в комсомол, боролся с националистами, занимался агитацией среди татарской трудящейся молодёжи за вступление в комсомол, был редактором органа OK PKCM «Яш орду» («Юная армия»). В 1923 работал в издаваемой в Симферополе газете «Яш къувет» («Молодая сила»), а с 1926 года — в журнале «Илери» («Вперёд»). В 1928 году назначен редактором газеты «Енъи (Янъы) дюнья» («Новый мир»), а в начале 1929 года — ответственным секретарём политико-экономического и литературно-художественного журнала «Илери» («Вперёд»).
Был заведующим Карасубазарским районным отделом образования. В 1934 году Джафер Гафар был избран членом президиума Союза писателей Крыма. Но через некоторое время «комиссия по чистке рядов партии» освободила его от всех занимаемых должностей. Лучшие произведения писателя (в том числе, рассказ «В дороге») подверглись критике.
В октябре 1936 был арестован, обвинен в буржуазном национализме, а позже и в шпионской деятельности. Выездная сессия Верховного Суда 17 апреля 1938 года приговорила его к расстрелу. В тот же день приговор был приведён в исполнение.

## Творчество
Первые стихотворения Джафер Гафар писал ещё во время учебы в медресе.
Дебютировал в печати в 1921 году (стихи: «Мои чувства», «Интернационал играют»). Стихи Гафара проникнуты революционными настроениями и являются призывом к борьбе с мещанством и старым дореволюционным укладом жизни. В 1927 издаётся его первая книга «Омюрден орьнеклер яхут кучюк икяелер» («Узоры жизни, или маленькие рассказы»).
В 1932 поэма «Къатты адымле» («Твердой поступью») выходит отдельной книгой. В 1933 — сборник «Икяелер ве шиирлер» («Рассказы и стихотворения»), в 1934 — «Гъорт-гъорт тутулды» («Горт-горт пойман»). В 1971 посмертно издается сборник рассказов и повестей Дж. Гафара «Омюр орьнеклери» («Узоры жизни»).
В 1988 году в журнале «Йылдыз» («Звезда») впервые после Великой Отечественной войны был опубликован рассказ Дж. Гафара «Ёлджулыкъта» («В пути»), написанный в 1930 году.